# 양성군
| Daedongyeojido (Gyujanggak) 14-05.jpg |  |
|                                       |  |

양성군(陽城郡)은 경기도 안성시 양성면·원곡면·공도읍 일대에 있었던 옛 고을이다. 현재의 안성시 서부 지역과 평택시 일부 지역을 관할하였다. 이 지역은 월경지가 소고니면(所古尼面), 감미면(甘味面), 그리고 승량면(升良面)이 있었다.

## 연혁
- 마한 신분활국(臣濆活國)
- 고구려, 백제의 사복홀(沙伏忽), 혹은 백제의 사파을(沙巴乙)
- 신라 경덕왕 때 백성군(白城郡) 적성현(赤城縣)
- 고려 태조 때 양성(陽城)으로 개칭
- 고려 현종 때의 양성, 수주(水州)에 예속
- 고려 명종 때 양성현(陽城縣)으로 개편
- 1413년 양성현, 충청도에서 경기도로 이관
- 1895년 양성군으로 개편, 공주부 관할
- 1896년 도제 개편으로 경기도 소속
- 1914년 군면 폐합으로 양성군 폐지, 안성군에 병합

### 1914년 이후
1914년의 행정구역과 현재의 행정구역 비교
| 조선총독부령 제111호      |                            |                      |                                    |                                    |
| 구 행정구역               | 구 행정구역                | 신 행정구역 (안성군) | 신 행정구역 (안성군)               | 신 행정구역 (안성군)               |
| 양성군 읍내면(邑內面)     | 양성군 읍내면(邑內面)      | 양성면               | 구장리, 동항리, 석화리, 추곡리     | 구장리, 동항리, 석화리, 추곡리     |
| 양성군 금곡면(金谷面)     | 양성군 금곡면(金谷面)      | 양성면               | 난실리, 노곡리, 미산리, 장서리     | 난실리, 노곡리, 미산리, 장서리     |
| 양성군 덕산면(德山面)     | 양성군 덕산면(德山面)      | 양성면               | 덕봉리, 명목리, 방신리, 삼암리     | 덕봉리, 명목리, 방신리, 삼암리     |
| 양성군 지동면(紙洞面)     | 양성군 지동면(紙洞面)      | 양성면               | 도곡리, 이현리, 산정리, 조일리     | 도곡리, 이현리, 산정리, 조일리     |
| 양성군 송오리면(松五里面) | 양성군 송오리면(松五里面)  | 양성면               | 방축리, 필산리                     | 방축리, 필산리                     |
| 양성군 공제면(孔梯面)     | 양성군 공제면(孔梯面)      | 공도면               | 불당리, 신두리, 웅교리             | 불당리, 신두리, 웅교리             |
| 양성군 영통면(令通面)     | 양성군 영통면(令通面)      | 공도면               | 건천리, 중보리                     | 건천리, 중보리                     |
| 양성군 구천리면(九千里面) | 양성군 구천리면(九千里面)  | 공도면               | 마정리, 만정리, 양기리             | 마정리, 만정리, 양기리             |
| 양성군 도일면 (道一面)    | 양성군 구룡동면 (九龍洞面) | 공도면               | 승두리, 용두리                     | 소사리, 진사리                     |
| 양성군 도일면 (道一面)    | 양성군 구룡동면 (九龍洞面) | 원곡면               | 반제리                             | 용이리                             |
| 양성군 반곡면(盤谷面)     | 양성군 반곡면(盤谷面)      | 원곡면               | 월곡리, 죽백리, 청룡리             | 월곡리, 죽백리, 청룡리             |
| 양성군 원당면(元堂面)     | 양성군 원당면(元堂面)      | 원곡면               | 내가천리, 지문리, 칠곡리, 외가천리 | 내가천리, 지문리, 칠곡리, 외가천리 |
| 양성군 승량원면(升良院面) | 양성군 승량원면(升良院面)  | 원곡면               | 산하리, 성은리, 성주리             | 산하리, 성은리, 성주리             |